# 大津町大幸
大津町大幸（おおつちょうだいこう）は、徳島県鳴門市の大字。郵便番号は772-0044。

## 地理
鳴門市の南部に位置。東は大津町段関、南東は板野郡松茂町、西から南の境をなす大谷川を挟んで大麻町牛屋島、北は大麻町姫田に接している。全域が平坦な農地となっており、ダイコン・サツマイモ・レンコンの山地として知られ、阪神市場に大津レンコンとして大量に出荷されている。地内のほぼ中心で徳島県道39号徳島鳴門線と市道が交わり交通は利便性が向上した。人家は東北端の北江ノ越と、南端部の長畑・松ノ下・塩田・若宮ノ本・野神に集落を形成している。

### 河川
- 大谷川

### 小字
| - い乃すか - 井利ノ口 - 井利ノ口外 - 色面 - 内かうや - 馬目木 - 大塚 | - 蒲ノ本 - 北江ノ越 - 北よし越 - 小分 - 三反地 - 塩田 - 関ノ下 | - 田渕 - 大将軍南の越 - 大将軍の越 - 中よし越 - 長畑 - 西塩田 - 野神 | - 東よし越 - 平塚 - 渕の上 - 渕の上外 - ぼうじ - 前川 - 松ノ下 | - まとば - 南よし越 - 若宮ノ本 |  |

## 歴史
江戸期から明治22年にかけては板東郡および板野郡の大幸村であった。寛文4年より板野郡に属する。明治22年に同郡大津村の大字となった。昭和30年2月より現在の鳴門市の字名となる。

### 地名の由来
地名の由来については、阿波三好氏被官の羽床又右衛門幸之が讃岐からこの地に移って開発を行なったため、大いに幸せを得られたとし大幸と称したとする伝承もある。

## 世帯数と人口
2022年（令和4年）7月31日現在の世帯数と人口は以下の通りである。
| 町丁       | 世帯数  | 人口  |
| ---------- | ------- | ----- |
| 大津町大幸 | 153世帯 | 424人 |

## 小・中学校の学区
市立小・中学校に通う場合、学区は以下の通りとなる。
| 番地 | 小学校               | 中学校             |
| ---- | -------------------- | ------------------ |
| 全域 | 鳴門市立大津西小学校 | 鳴門市立第一中学校 |

## 交通

### 道路
都道府県道
- 徳島県道12号鳴門池田線
- 徳島県道39号徳島鳴門線

## 施設
- 正因寺 - 阿波西国三十三観音霊場13番札所。